# John Chapman
John Chapman O.S.B. (1865 - 7 de noviembre de 1933), un converso del anglicanismo a la Iglesia católica a la edad de 25, fue sacerdote, el 4º abad de Downside Abbey  de la Congregación Inglesa Benedictina desde 1929 hasta su muerte, un estudioso del Nuevo Testamento y de la patrología de fama internacional, un defensor de la prioridad del Evangelio según San Mateo, y un escritor espiritual que gozaba de una gran apreciación de sus lectores.
Es conocido fundamentalmente por ser fundador de Worth School, una escuela independiente de élite en el Reino Unido.

## Conversión al Catolicismo
En 1890 Chapman fue bautizado condicionalmente en la Iglesia católica en el Oratorio de Brompton .
Subsecuentemente ingreso en la Abadía Benedictina de Maredsous  en Bélgica, donde el hizo su profesión religiosa en 1895, tomando el nombre de John.
Luego de su Ordenación Sacerdotal en 1895, se marchó a la Abadía de Erdingt, cerca de Birmingham, donde permaneció hasta 1912, sirviendo a la comunidad como maestro de novicios y luego como un Abad, pero usualmente visitaba la librería del Colegio St Mary's cerca de Oscott.
En 1913, Chapman fue nombrado temporalmente superior de la Abadía de Caldey, cuando esta ingreso a la Iglesia católica en 1913-14.
En la Primera Guerra Mundial se unió a las Fuerzas Británicas como capellán.